# لایه (یادگیری عمیق)
یک لایه در مدل یادگیری عمیق یک ساختار یا توپولوژی شبکه در معماری مدل است که اطلاعات لایه های قبلی را گرفته و سپس به لایه بعدی منتقل می کند.

## انواع لایه ها
اولین نوع لایه لایه متراکم است که به آن لایه کاملاً متصل نیز می گویند و برای نمایش انتزاعی داده های ورودی استفاده می شود. در این لایه، نورون ها به هر نورون لایه قبلی متصل می شوند. در شبکه های پرسپترون چندلایه، این لایه ها در کنار هم قرار می گیرند.
لایه Convolutional معمولا برای کارهای تجزیه و تحلیل تصویر استفاده می شود. در این لایه، شبکه لبه ها، بافت ها و الگوها را تشخیص می دهد. سپس خروجی های این لایه برای پردازش بیشتر به یک لایه کاملا متصل وارد می شود. همچنین ببینید: مدل CNN.
لایه Pooling برای کاهش حجم داده های ورودی استفاده می شود.
لایه بازگشتی برای پردازش متن با یک تابع حافظه استفاده می شود. مشابه لایه Convolutional، خروجی لایه های تکراری معمولاً برای پردازش بیشتر به یک لایه کاملاً متصل وارد می شود. همچنین ببینید: مدل RNN.
لایه Normalization داده های خروجی از لایه های قبلی را برای دستیابی به توزیع منظم تنظیم می کند. این منجر به بهبود مقیاس پذیری و آموزش مدل می شود.

## تفاوت با لایه های نئوکورتکس
یک تفاوت ذاتی بین لایه‌بندی یادگیری عمیق و لایه‌بندی نئوکورتیکال وجود دارد: لایه‌بندی یادگیری عمیق به توپولوژی شبکه بستگی دارد، در حالی که لایه‌بندی نئوقشر به همگنی درون لایه‌ها بستگی دارد.

## همچنین ببینید
- یادگیری عمیق
- نئوکورتکس § لایه ها